# Monique Gourgaud
Pour les articles homonymes, voir Gourgaud.
Monique Gourgaud, née en 1934 en France, est une peintre contemporaine.

## Biographie
Monique Gourgaud naît en 1934 en France. Elle entre en 1970 à l'atelier d’Édouard Mac-Avoy dont elle sera l'élève pendant 9 ans. Édouard lui fait rencontrer Seiji Tōgō.
Elle a pour sujet les bouquets composés de fleurs et de fruits tropicaux.
En 1983, dans Le Figaro magazine, elle dit « Comme beaucoup de peintres, je suis attirée par les régions méditerranéennes. ».
Monique Gourgaud expose à Varsovie en 1973 à l'Exposition française, à Paris au Salon d’Automne en 1975, en 1978 au musée Seiji Tōgō à Tokyo, en 1980 au Mitsukoshi à Paris, en 1993 à Guigné Paris, au Salon Comparaisons et au centre culturel coréen.
Des rétrospectives lui sont consacrées : à l’Orangerie du Sénat en 1997, au Musée de la Monnaie en 2006 et au château de Vascœuil en 2011.

## Expositions
- Délicatement… Monique Gourgaud, Yuichi Ono, Élisabeth Cibot, Galerie Anagama, Versailles, juin-juillet 2018[6].

### Presse écrite
- « Monique Gourgaud », Univers des arts, no 195,‎ printemps 2019 (lire en ligne)